# Katiadi
Katiadi è un sottodistretto (upazila) del Bangladesh situato nel distretto di Kishoreganj, divisione di Dacca. Si estende su una superficie di 219,22 km² e conta una popolazione di 314 529 abitanti (censimento 2011).